# Eleocharis obtusitrigona
Eleocharis obtusitrigona là loài thực vật có hoa trong họ Cói. Loài này được (Lindl. & Nees) Steud. mô tả khoa học đầu tiên năm 1854.